# Brebbia

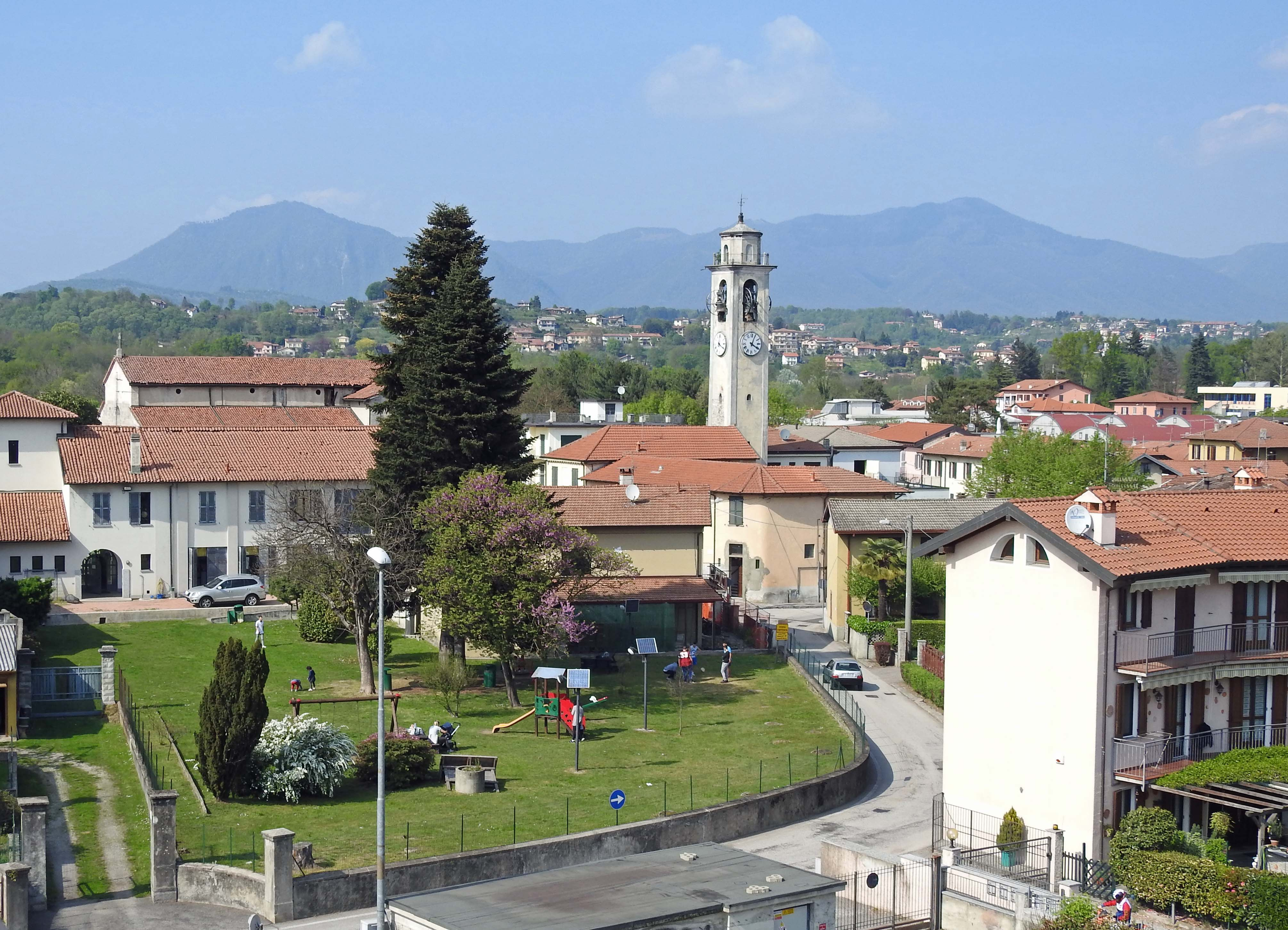
Brebbia von Süden

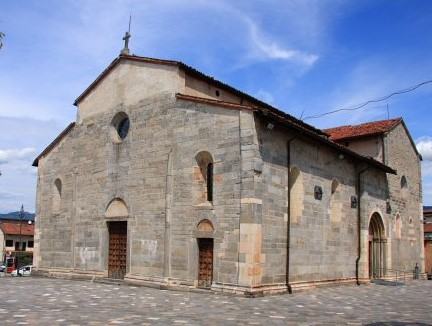
Kirche Santi Pietro e Paolo

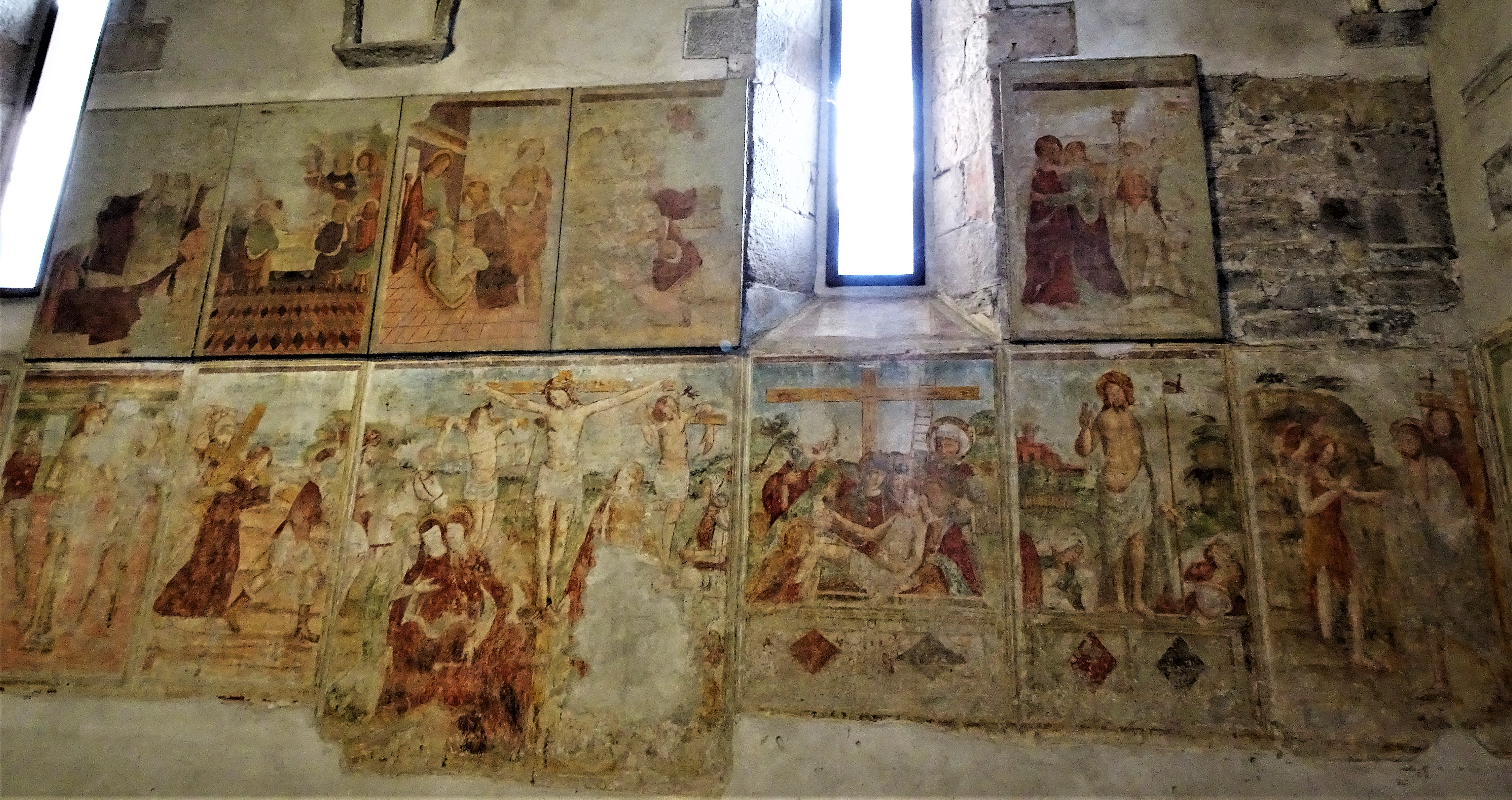
Kirche Santi Pietro e Paolo, Innenraumfresko

Brebbia ist eine italienische Gemeinde (comune) in der Provinz Varese in der Region Lombardei.

## Geographie
Die Gemeinde liegt etwa 17 Kilometer westnordwestlich von Varese am Bardello, sie grenzt über den Lago Maggiore unmittelbar an die Provinz Verbano-Cusio-Ossola und bedeckt eine Fläche von 6,3 km². Zu Brebbia gehören die Ortsteile Bozza di Lago, Brebbia Superiore, Cascina Cucù, Case Piano, Ghiggerima, Giardinetto, La Chiesuola, Ronchèe, Ronco, Uccelliera und Villaggio Europa. Die Nachbargemeinden sind Ispra, Malgesso, Travedona-Monate, Besozzo und Belgirate (VB).

## Geschichte
Der Überliefererung nach Bombogni und Redaelli zufolge war Brebbia in römischer Zeit eine starke Burg mit Eingangstoren und verschiedenen Bezirken, darunter der Bezirk De Curte. In dieser Zeit wurde auch ein Tempel für Minerva errichtet und Bäder angelegt.
Bereits im 10. Jahrhundert wird die antike Kirche San Pietro erstmals erwähnt, die wohl auf den Fundamenten eines römischen Heiligtums errichtet wurde und als St.-Peter-und-Paul-Kirche bis heute besteht. Für die Erzbischöfe von Mailand, die bis zum 14. Jahrhundert auch den Titel der Signori di Bebbia trugen, war Bebbia ein wichtiger Bezugspunkt. In der Nähe der Burg fanden zahlreiche Kirchenmänner Zuflucht und Asyl, darunter die Erzbischöfe Gotifredo da Castiglione (Gegenbischof), Anselmo V. Pusterla und Enrico da Settala, die auch in Brebbia starben.
Die antike Burg von Brebbia wurde im Jahr 1263 von den Torriani zerstört. Im Friedensvertrag von Asti zwischen Erzbischof Cassone Tornano und Matteo Visconti, Herr von Mailand, wurde festgehalten, dass Orte wie Brebbia, die direkt dem Erzbistum Mailand unterstehen keine Eingriffe der weltlichen Herren von Mailand zu erdulden haben.
Seit Mitte des 18. Jahrhunderts gehörte Brebbia zur Provinca di Como. Mit dem Risorgimento und der Einigung Italiens änderte sich hieran zunächst nichts, allerdings wurden nun 218 Einwohner in die Guardia Nazionale eingezogen, ein Armeekorps, das die Verteidigung der Gemeinde gegen äußere Gefahren und mögliche Unruhen zu gewährleisten hatte.
Im Ersten Weltkrieg hatte die Gemeinde in Relation zur Einwohnerzahl betrachtet, eine höchsten Gefallenenzahlen. In der Zwischenkriegszeit wanderten jedoch mehrere ganze Familien aus dem Valtellina und aus dem Veneto ein, was die Stadtgesellschaft veränderte. Wie in ganz Italien übernahm mit dem Gesetzes vom 4. Februar 1926 ein zentral ernannter Podestà die Gemeindeleitung. Die Zeit des Mussolini-Regimes und des Zweiten Weltkriegs verliefen nach Gemeindeangaben ohne ernsthafte Unruhen. Im Referendum vom 2. Juni 1946 über die zukünftige Staatsform Italiens stimmte Brebbia in der Mehrheit (662 Stimmen) für die Republik, auch wen es eine wesentliche Anzahl von Stimmen für eine monarchische Staatsform gab (451 Stimmen).
Seit den 1960er Jahren reisen verstärkt kirchliche Jugendgruppen aus Westdeutschland nach Brebbia. Daher erwarb das Bistum Mainz ein Gelände am See auf dem Gemeindegebiet und errichtete hier ein Bungalowdorf. Bis heute wird dort das Jugendwerk Brebbia betrieben.
Durch einen lokalen Pfeifenhersteller wurde 1979 das Pfeifenmuseum Brebbia gegründet und besteht bis heute.

## Bevölkerung
| Bevölkerungsentwicklung | Bevölkerungsentwicklung | Bevölkerungsentwicklung | Bevölkerungsentwicklung | Bevölkerungsentwicklung | Bevölkerungsentwicklung | Bevölkerungsentwicklung | Bevölkerungsentwicklung | Bevölkerungsentwicklung | Bevölkerungsentwicklung | Bevölkerungsentwicklung | Bevölkerungsentwicklung | Bevölkerungsentwicklung | Bevölkerungsentwicklung |
| ----------------------- | ----------------------- | ----------------------- | ----------------------- | ----------------------- | ----------------------- | ----------------------- | ----------------------- | ----------------------- | ----------------------- | ----------------------- | ----------------------- | ----------------------- | ----------------------- |
| Jahr                    | 1751                    | 1805                    | 1853                    | 1859                    | 1881                    | 1901                    | 1921                    | 1951                    | 1971                    | 1991                    | 2001                    | 2011                    | 2021                    |
| Einwohner               | 400                     | 665                     | *1102                   | 1166                    | 1725                    | 2101                    | 2010                    | 1959                    | 2929                    | 3104                    | 3120                    | 3362                    | 3192                    |

- 1809 Fusion mit Bardello

## Verkehr
Durch die Gemeinde führt die Strada Statale 629 del Lago di Monate von Vergiate nach Gemonio.

## Sehenswürdigkeiten
- Romanische Kirche Santi Pietro e Paolo aus dem 12. Jahrhundert, ein Nationaldenkmal[7]